# 대전봉산초등학교
대전봉산초등학교는 대한민국 대전광역시 서구 갈마동에 있는 공립 초등학교이다.

## 학교 연혁
- 1981년 11월 2일 대전봉산국민학교 개교설립인가 10월 16일(5학급)(갈마에서 분리)
- 1986년 3월 1일 병설유치원 개원(2학급)
- 1996년 1월 22일 학교급식 조리실 준공
- 1996년 3월 1일 대전봉산초등학교로 개칭
- 2021년 3월 1일 29학급(특수학급1) 편성
- 2022년 3월 1일 27학급(특수학급1) 편성
- 2024년 3월 1일 27학급(특수학급2) 편성

## 참고 자료
- 대전봉산초등학교 - 한국교육학술정보원 학교알리미